# Левитас, Илья Михайлович
Илья́ Миха́йлович Левита́с (11 декабря 1931, Ташкент — 3 августа 2014, Киев) — историк, журналист, педагог, общественный деятель. Герой Украины (2021, посмертно). Заслуженный работник культуры Украины (1991). Президент Совета национальных обществ Украины, президент Еврейского совета Украины, председатель фондов «Память жертв фашизма в Украине», «Память Бабьего Яра», фонда Шолом-Алейхема. Главный редактор газеты «Еврейские вести».

## Биография
Учился в русской, узбекской, татарской школах. C 14 лет жил в Киеве.
Окончил Высшую школу тренеров (1952), Киевский государственный институт физкультуры (1959 год) и Киевский государственный педагогический институт (факультет русской филологии) (1964 год).
В армии служил на Западной границе (Рава-Русская). Капитан запаса.
Сорок лет, с 1952 по 1992 годы, работал в школах Киева учителем русской литературы и физического воспитания.

Заслуженный работник культуры Украины (1991). Отличник физкультуры и спорта СССР (1983). Отличник народного образования Украины (1978). Почётный значкист ГТО (первый на Украине, второй в СССР) (1981), учитель высшей категории.
Чемпион Украины по футболу среди юношей (1949). Мастер спорта по гандболу (1954). Судья республиканской категории (1958).
За создание в СШ № 146 города Киева трёх школьных музеев — Великой Отечественной войны, Русской литературы, Олимпийской славы — награждён медалями ВДНХ в Москве (1979).
Инициатор установки памятников «Менора» (1991), Шолом-Алейхему (1997), «Памятник уничтоженным в Бабьем Яру детям» (2001), подпольщице Татьяне Маркус (2009), памятного знака «Дорога смерти» (2011), мемориальных досок премьер-министру Государства Израиль Голде Мейер, которая родилась в Киеве, писателям Шолом-Алейхему и Д. Гофштейну, музыкантам Н. Рахлину и И. Шамо, врачу Б. Сигалову, восстановления звания Героя Советского Союза М. Грабскому и М. Фельзенштейну, инициатор присвоения звания Герой Украины известной подпольщице Татьяне Маркус и капитану А. Шапиро (2006), награждения орденом «За заслуги» 424 Праведников Бабьего Яра и Украины (2006 и 2008).
Фондами «Память жертв фашизма в Украине» и «Память Бабьего Яра» присвоено звание Праведников, более 4000 украинцам и людям ещё 13 национальностей, которые спасали евреев в годы войны. Основал в Киеве первую в СССР государственную еврейскую библиотеку (1988). Инициатор создания еврейских групп в Киевском университете имени Т. Шевченко (1990) и Государственном институте театрального искусства имени И. Карпенко-Карого (1992), музея Шолом-Алейхема в Киеве (2009).
В 1989 году Илья Михайлович основал Совет национальных обществ Украины, который сейчас объединяет более 300 местных организаций 41 национальности. Организатор областных советов национальных обществ в 13 областях Украины, основатель Всеукраинского фестиваля «Все мы дети твои, Украина!» (1990), Всеукраинского фестиваля «Шолом, Украина!», литературных акций «Тарас Шевченко мовами національних меншин» (1998), «Тарас Шевченко мовами народів світу» (2011). Автор и организатор первых в СССР выставок «Бабий Яр», «Еврейский народ в Великой Отечественной войне» (1988), «Праведники Бабьего Яра» (1992), «Дети Бабьего Яра» (2011). Инициировал создание национальных обществ: ромского, эстонского, курдского, ассирийского, казахского и других. Представлял Украину на разных международных форумах, конгрессах, конференциях, совещаниях. В 1989 году основал и возглавил Общество еврейской культуры Украины (первую Всеукраинскую национальную организацию), которое в 1992 году вошло в состав Еврейского совета Украины. Основатель общества «Украина-Израиль» (1990).
В 1990-е годы, во многом благодаря его стараниями, была основана еврейская газета «Возрождение». В 1991 году создал первую в СССР всеукраинскую газету «Еврейские вести» (которую редактирует с того времени). По инициативе И. М. Левитаса созданы национальные газеты: армянская, болгарская, еврейская, польская, румынская.
И. Левитас — автор и составитель 34 книг по истории еврейского народа — героических и трагических его страниц, в том числе — двенадцати книг о трагедии Бабьего Яра. Автор более 220 статей. Составитель единственных на постсоветском пространстве «Еврейской военной энциклопедии», «Книги памяти Бабьего Яра», «Книги памяти евреев-киевлян, погибших в Великой Отечественной войне», «Сражались в одном строю».
Член Совета по вопросам языковой политики при Президенте Украины. В 2001—2003 годах был председателем Совета представителей национальных меньшинств Украины при Президенте Украины.
Профессор Академии безопасности, обороны и правопорядка Российской Федерации (2006).
Умер 3 августа 2014 года в Киеве. Похоронен 6 августа 2014 года на Байковом кладбище.

## Награды и премии
- Звание Герой Украины с вручением ордена Державы (29 сентября 2021 года посмертно) — За выдающийся личный вклад в возрождение и развитие национальных культур Украины, сохранение и чествование памяти о трагедии Бабьего Яра, консолидацию украинского общества, многолетнюю плодотворную общественную и просветительскую деятельность[1][2]
- Награждён орденами «За заслуги» III (2001)[3], II (2006)[4], I (2009)[5] степени
- Почетными крестами Киевского и Московского патриархата
- Орденом Петра Великого (общественная награда в Российской Федерации)
- десятью медалями Украины, Израиля и России
- Почетная грамота Верховного Совета Украины
- Почетная грамота Кабинета Министров Украины
- Почетная грамота Министерства культуры и туризма Украины

## Членство
- Член совета по вопросам языковой политики при Президенте Украины.

## Публикации

### Книги
Автор 34 книг по истории еврейского народа, среди них:
- Книга памяти жертв Бабьего Яра (1991 г.)
- Герои и жертвы (2-е издание дополн.) — (1997 г.)
- Книга памяти: Бабий Яр / Авт.-сост. И. М. Левитас. — Киев, 1999. — С. 98—209..
- Герои и жертвы (2001 г.)
- Навеки вместе (2001 г.)
- Праведники Бабьего Яра (2001 г.)
- Бабий Яр — в сердце (2001 г.)
- Єврейська тематика в творах художників Києва (2001 р.)
- Книга пам’яті євреїв-киян, загиблих у Великій Вітчизняній війні (2001 р.)
- Менделизмы (2003 г.)
- Еврейские художественные коллективы (2004 г.)
- Спасённые и спасители (2005 г.)
- Бабий Яр. Книга памяти (2005 г.)
- The righteous of Babyn Yar (2006 г.)
- Еврейская военная энциклопедия / составитель И. М. Левитас. — К. : Сталь, 2007. — 704 с.
- Фонд «Память Бабьего Яра» (2008 г.)
- Дети Бабьего Яра (2008 г.)
- Праведники Бабиного Яру (укр.) (2008 р.)
- Поэти — видатному сину України (вірші, присвячені Шолом-Алейхему) (2009 р.)
- Праведники Бабьего Яра (англ.) (2009 г.)
- Сражались в одном строю (2010 г.)
- Менделизмы и Софизмы (том 1) — (2010 г.)
- Они никогда не стали взрослыми (2011 г.)
- Немыслимые мысли (2011 г.)
- Калейдоскоп памяти (2011 г.)
- Менделизмы и Софизмы (том 2) — (2011 г.)
- Герой Украины Татьяна Маркус (2011 г.)
- Бабий Яр. Трагедия, история, память (2012 г.)
- Энциклопедия Холокоста (авт. А. И. Круглов, 2000 г.) — под редакцией И. М. Левитаса
- Расскажи сыну своему…(книга 2-я, 2000 г.) — главный редактор И. М. Левитас
- Виктор Некрасов. Портрет жизни (авт. Ю. Виленский, 2001 г.) — главный редактор И. М. Левитас

### Статьи
Автор более 220 статей, среди них:
- Левитас И. М. Георгиевские кавалеры (глава из книги «Герои и жертвы»)

## Цитаты
Илья Михайлович Левитас:

Главное, что была победа. Нельзя всю жизнь жить трагедиями. Мы, евреи, — народ героический. Мы воевали вместе со всеми и не хуже других